# Malletia aoteana
Malletia aoteana is een tweekleppigensoort uit de familie van de Malletiidae. De wetenschappelijke naam van de soort is voor het eerst geldig gepubliceerd in 1978 door B. A. Marshall.